# Port of Mystery
Port of Mystery , es un álbum de compilación del músico griego  Yanni, lanzado bajo el sello Windham Hill Records en 1997.

## Temas
| #  | Tema                  | Duración |
| -- | --------------------- | -------- |
| 1. | " The Sphynx”         | 04:13    |
| 2. | " You Only Live Once” | 07:20    |
| 3. | “Port Of Mystery”     | 04:48    |
| 4. | “Butterfly Dance”     | 06:25    |
| 5. | " Farewell "          | 02:45    |
| 6. | " Street Level”       | 04:19    |
| 7. | " The Magus "         | 04:45    |
| 8. | " Looking Glass "     | 06:39    |

## Personal
Todos los temas musicales presentes en este disco fueron compuestos por Yanni